# ロシア民族主義
ロシア民族主義（ロシアみんぞくしゅぎ、ロシア語: Русский национализм）とは、ロシア文化の認識と統一を推進させる民族主義である。
その起源は19世紀のロシア帝国における汎スラヴ主義運動に遡り、ボリシェヴィキ政権の初期には抑圧された。しかし、第二次世界大戦中および戦後には、ヨシフ・スターリンの政策のもとで一時的に復興し、初期のユーラシア主義の思想家の世界観と多くの共通点を持っていた。
ロシア民族主義における「ロシア民族」の定義には複数の立場が存在する。一つは、ロシア民族を「大ロシア人」のみに限定する視点である。もう一つは、ロシア帝国の伝統に基づく「全ロシア民族」という概念であり、この立場では、ロシア人（大ロシア人）、ウクライナ人（小ロシア人）、ベラルーシ人（白ロシア人）をあくまでも同一のロシア民族の異なる分派とみなす。後者の立場をとるロシアの民族主義者は、現代のロシアをキエフ・ルーシの正統な後継者と位置づけ、ウクライナ人やベラルーシ人による民族主義や愛国思想を「全ロシア民族の枠組みからの逸脱」とみなすことが多い。
一方、ユーラシア主義の視点では、ロシアはヨーロッパでも、アジアでもない独自の文明圏となっており、トルコ系文化やアジア的要素を含む多民族国家としての側面が強調される。

## 歴史

### ロシア帝国

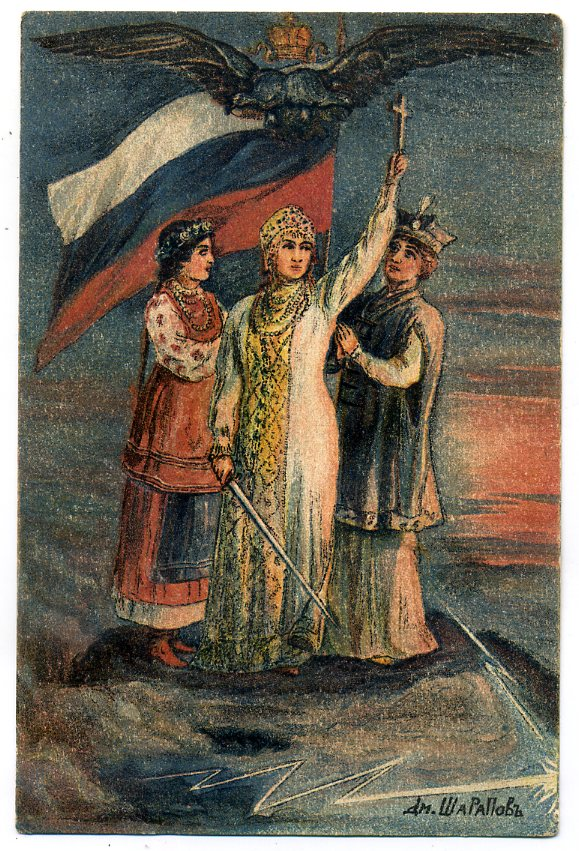
20世紀初頭（1905年）のポスター。
題名は『ロシアの三位一体の寓意』。
左から右へ、「赤い服を着たウクライナ人の女性」が小ロシアを、「白い服を着たベラルーシ人の女性」が白ロシアを、「黒い服を着たロシア人の女性」が大ロシアを象徴する。

ロシア民族主義は、ロシア帝国時代に「三位一体民族を表す」という意味を持っていた。具体的には「ロシア民族は大ロシア人（現在のロシア人に相当）、小ロシア人（ウクライナ人）、白ロシア人（ベラルーシ人）の三つのサブ民族から成り立つ」とされていた。また、ロシア帝国の国体としての三位一体は「正教会、専制、国民性」は、セルゲイ・ウヴァロフ伯によって創案され、ロシア皇帝ニコライ1世の治世下で公式のイデオロギーとして採用されていた。後者の意味の三位一体は、以下の要素から構成される：
- 正教会 – 正教徒としての信仰とロシア正教会の保護。
- 専制 – ロシア帝国の皇室「ロマノフ家」への無条件の忠誠と、全ての社会階層に対する父権的保護。
- 国民性 – いわゆるロシア人のナルドノスチや、国民精神、または民族の精神.[3]。

ロシアの歴史や神話、民話に関する多くの作品が登場した。ニコライ・リムスキー＝コルサコフ、ミハイル・グリンカ、アレクサンドル・ボロディンの歌劇、ヴィクトル・ヴァスネツォフ、イヴァン・ビリービン、イリヤ・レーピンの絵画、ニコライ・ネクラソフ、アレクセイ・コンスタンティーノヴィチ・トルストイの詩は、ロシア浪漫主義的民族主義の傑作とされている。
ロシア民族主義は、19世紀のパン・スラヴ主義とスラヴォフィリア運動によって形成され、アレクセイ・ホミャコフ、セルゲイ・アクサコフ、イヴァン・キリエフスキーなどの人物によって主導されていた。彼らは西欧とロシアの違いを強調し、ロシアが支配的な地域権力として、またスラヴ人の正教徒としての精神的統一を進めるべきだと主張した。この運動は、ロマノフ家による専制政治を最良の形態とみなした。しかし、ニコライ1世の治世下で、この運動は弾圧され、スラヴォフィルたちは監視され、抑圧されることとなった。スラヴォフィリア運動は、1870年代にコンスタンチン・レオンチェフやニコライ・ダニレフスキーによって復興された。
また、20世紀初頭、ロシアには新たな民族主義的で右派的な組織や政党が登場した。ロシア会議、ロシア民族連盟、聖ミハイル同盟（黒百人隊）などがその一例である。